# Моласа

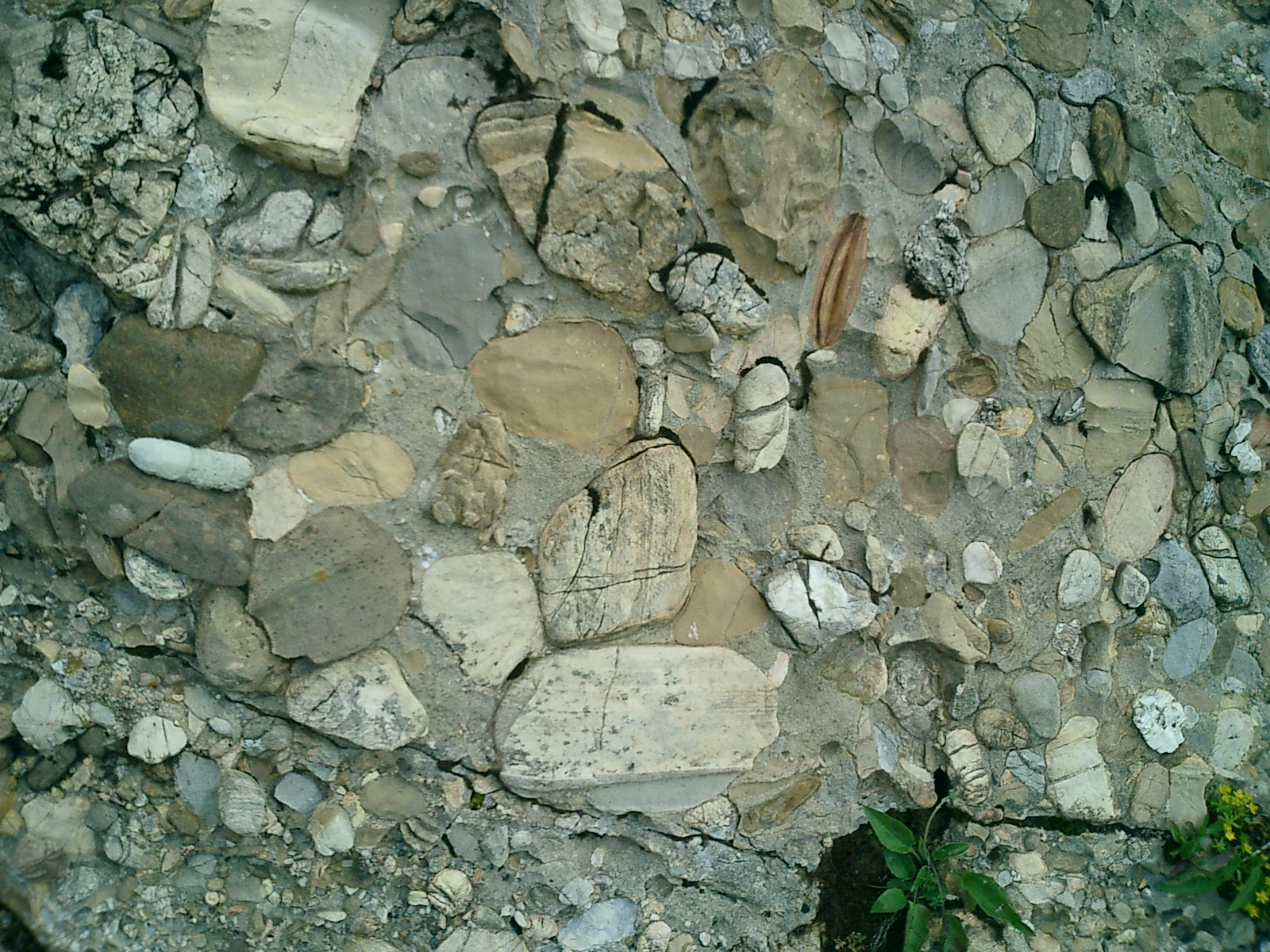
Когломерат, як складова частина літологічного набору моласового комплексу

Моласа (рос. моласса, англ. molasse, нім. Molasse f) — потужна товща уламкових гірських порід (пісковиків, конгломератів, мергелів, глин).
У геології «моласа» (/məˈlæs/) — це пісковики, сланці та конгломерати, що утворюються як наземні або мілководні морські відкладення перед гірськими ланцюгами, що піднімаються. Відкладення моласи накопичуються в передгірському басейні, особливо на вершині флішоподібних відкладень, наприклад, тих, що залишилися від піднятих Альп або ерозії в Гімалаях. Ці відкладення зазвичай є неморськими алювіальними та річковими відкладеннями низовин, на відміну від глибоководних флішових відкладень. Седиментація припиняється, коли зупиняється орогенез, або коли гори розмиваються до плоского стану.
Моласа іноді може повністю заповнювати передгірський басейн, створюючи майже плоску поверхню відкладень, яка, тим не менш, залишається структурною синкліналлю. Моласа може бути дуже товстою поблизу гірського фронту, але зазвичай вона зменшується до внутрішньої частини кратону; такі масивні, опуклі скупчення осаду відомі як уламкові клини.

## Етимологія та історія
Термін «моласа» був введений у наукову літературу швейцарським геологом Горацієм-Бенедиктом де Соссюром у 1779 році. Термін, можливо, походить від франко-швейцарського слова з такою ж назвою, що означає «дуже м’який» (це слово вже використовувалося в 14 столітті і, в свою чергу, походить від латинського mollis, «м’який, м’який»). Потім термін був застосований у 1789 році українським геологом  Григорієм Розумовським до дрібнозернистих, м’яких пісковиків у передгір’ях Альп, які швидко тверднуть після висихання на відкритому повітрі. У західній Швейцарії пісковики, з яких можна було виготовляти жорна (лат. mola), також називалися «моласою».
Пізніше назва була поширена на подібні породи по всьому північному передгір’ю Альп. Сьогодні цей термін використовується в усьому світі для позначення осадових порід, які відкладаються переважно в передгір’ї гірського хребта (ороген), що піднімається під час його гороутворення (орогенезу), і які походять з ерозійного матеріалу гірського тіла, що піднімається.

## Загальний опис
Моласи відкладаються у передгірних прогинах та міжгірних улоговинах.
Моласи формуються у заключну (орогенну) стадію розвитку складчастих поясів в умовах стискування між літосферними плитами. Переважний склад моласи — червоноколірні і сіроколірні конґломерати, пісковики, глини, мергелі, іноді вугленосні відклади і евапорити. У багатьох випадках моласи підстилаються флішем. Потужність молас часто перевищує 2-3 км.
На відміну від переважно глибоководного флішу, моласові відкладення відкладаються переважно в наземних або мілководних морських середовищах осадонакопичення, або в передгір'ї гірського хребта (зовнішня моласа), або в його глибині (внутрішня моласа). Гравій, пісок, мул і глина переносяться річками з гір у передгір'я та загір'я, де вони й відкладаються. Біля гірського краю переважають пісковики та конгломерати (останні також відомі в геології, у випадку річкових відкладень у Швабському Альбі та особливо у Швейцарських Альпах, як Нагельфлю). Якщо материнські породи містять вапняк, утворюються відкладення Юрського Нагельфлю або дрібніші відкладення, такі як мергелі. Далі від гір переважають дрібніші відкладення, такі як дрібний пісок або мул.
В області зовнішньої моласи морські та наземні відкладення часто чергуються через тимчасове просування моря. В Альпійському передгір'ї прісноводна моласа з річковими та лімнічними відкладеннями та морська моласа з більш морськими фаціями утворилися внаслідок прісноводних відкладень. Через масштабні просування та відступи моря ці моласи поділяються на нижню та верхню морську моласу, за кожною з яких слідують нижня та верхня прісноводна моласа. Деякі родовища морської моласи характеризуються багатим палеонтологічним літописом, як, наприклад, у випадку з Ермінгер Туррітелленплатте поблизу Ульма.
Породи внутрішньої моласи переважно червонуватого кольору та пов'язані з вулканічними відкладеннями.
Осади моласи часто містять залишки рослин та інші скам'янілості. Саме тому утворилося вугілля (в Рурському регіоні) та біогенний природний газ (наприклад, в Альпійському передмісті Верхньої Баварії та Верхньої Австрії), особливо у відкладеннях зовнішньої моласи. Глибші родовища нафти та природного газу південної Баварії та Верхньої Австрії, з іншого боку, походять з олігоценового рибного сланцю під Альпами та досягли лише найнижчих, верхньоеоценових шарів пісковика Моласського басейну шляхом міграції.
Області осадонакопичення Зовнішньої Моласи зазвичай утворюються внаслідок просідання земної кори в передовій частині покривного покриву через її велику вагу — відповідне заглиблення тому також називають передовою депресією або передовим басейном. В результаті безперервного просідання передовий басейн може вмістити осадові пачки товщиною кілька тисяч метрів. Внутрішня Моласа відкладається в менших за масштабом басейнах, які занурюються безпосередньо в покривний покрив. Формування цих басейнів зазвичай є результатом процесів екстенсіонування, які можуть мати різні причини. Ці процеси екстенсіонування часто також є причиною вулканізму, який супроводжує осадонакопичення Внутрішньої Моласи.

## Поширення
Третинний Моласовий басейн у передгір'ях Альп добре відомий як зовнішній Моласовий басейн. Моласові відкладення Альп поширені у Французьких Передальпах, на Швейцарському плато та в передгір'ях Німецьких та Австрійських Альп. Вони продовжуються на схід у Карпатському передгір'ї та слідують Карпатській дузі. В Альпах також збереглися численні внутрішні Моласові відкладення, такі як плато Валенсоль, плато Шамбаран або Клагенфуртський басейн. Долина По містить внутрішню Моласову долину Альп, і водночас вона є зовнішньою Моласовою долиною Апеннін.[3]
Хоча Паннонська рівнина оточена Альпійськими гірськими хребтами, її відкладення вважаються не внутрішньою Моласовою долиною, а зовнішньою Моласовою долиною через розмір та історію розвитку Паннонського басейну.
Гори південних Балкан[4] та гірські острови в Егейському морі також мають власні Моласові відкладення.[5]
Зовнішня Моласа Піренеїв знаходиться в Аквітанському басейні на південному заході Франції та басейні Ебро на півночі Іспанії. Вона також утворилася в третинний період (хоча осадова історія Аквітанського басейну починається задовго до формування Піренеїв).
Прикладом моласового басейну за межами Європи є формація Мюре та Сівалікс у Субгімалаях, яка, як Зовнішня Моласа, вже переповнена Гімалаями та насувається на четвертинні відкладення, що відкладалися Гангом, Індом та Брахмапутрою, утворюючи наймолодшу гімалайську моласу на сьогоднішній день.[6]
Прикладами давніших моласових відкладень є ерозійні залишки Варіських гір з молодшого верхнього карбону та пермі (Ротлігенд) у Франції, Бельгії та Німеччині, такі як басейн Саар-Нае (Внутрішня Моласа) та вугільний басейн, що простягається через Намюрський басейн, гірничодобувну зону Аахена та Рурську область (Зовнішня Моласа). Подібні відкладення також знайдені в Аппалачських горах у США та навколо них.

## Класифікація
Моласи розділяють на нижні, утворені здебільшого морськими сірокольоровими глинами, алевролітами і пісковиками з прошарками конґломератів і мергелів, і верхні, складені переважно континентальними конґломератами з підлеглими прошарками пісковиків і глин.

## Поширення в Україні
Моласи поширені в Україні. Наприклад, їх можна виявити у комплексах Бориславо-Покутського покриву.